# Diedenshausener
Der Diedenshausener, Schöne aus Diedenshausen oder Diedenshäuser Apfel ist eine Sorte des Kulturapfels (Malus domestica).

## Beschreibung
Der Diedenshausener ist ein grüner Apfel mit einem Durchmesser von mehr als sechs Zentimetern. Er ist ein früher Herbstapfel, der sich als Tafelapfel eignet, aber auch zum Backen und als Mus.

## Geschichte
Der Ursprung der Sorte liegt im gleichnamigen Dorf Diedenshausen bei Bad Berleburg, Nordrhein-Westfalen. Bis in die 1950er Jahre war diese Lokalsorte verbreitet, verlor aber dann stark an Bedeutung.
Der Diedenshausener ist eine gefährdete Sorte. Bis 2015 war nur noch ein Altbaum der Sorte bekannt. Seit 2016 steht ein Diedenshausener-Hochstamm auf einer Wiese am Heimatmuseum in Diedenshausen.

## Bilder

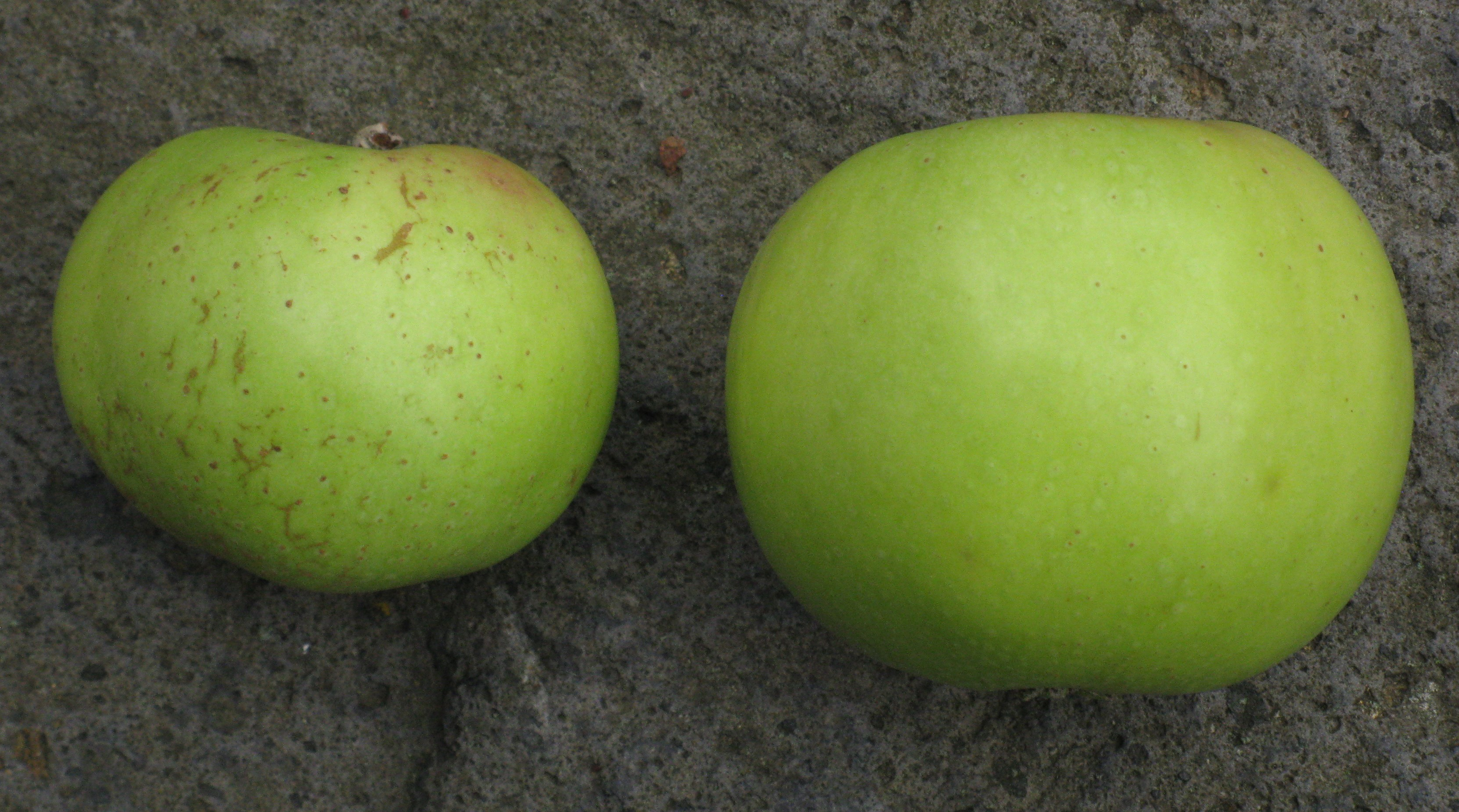
Diedenshausener Apfel Schale
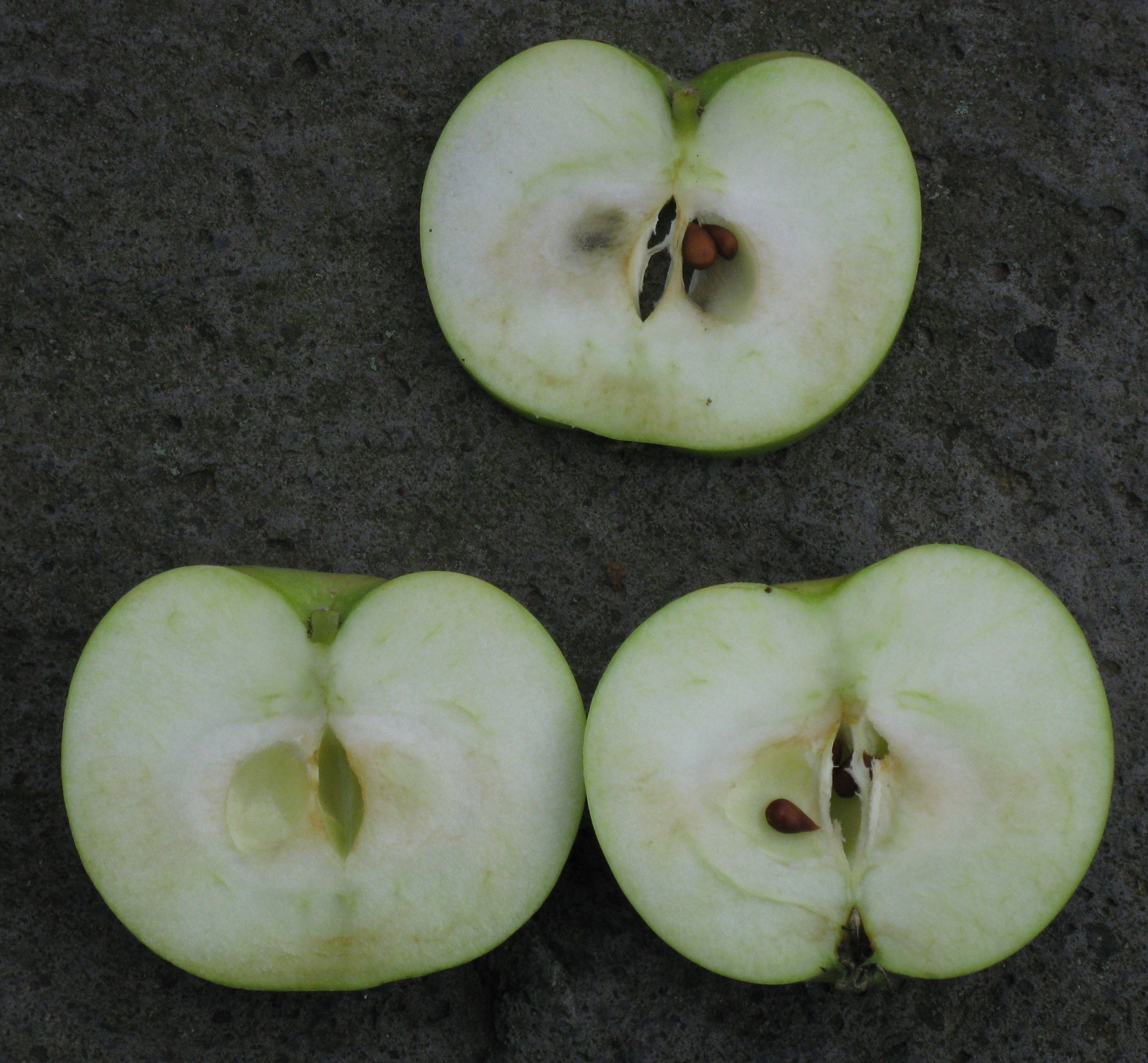
Diedenshausener Apfel Längsschnitt
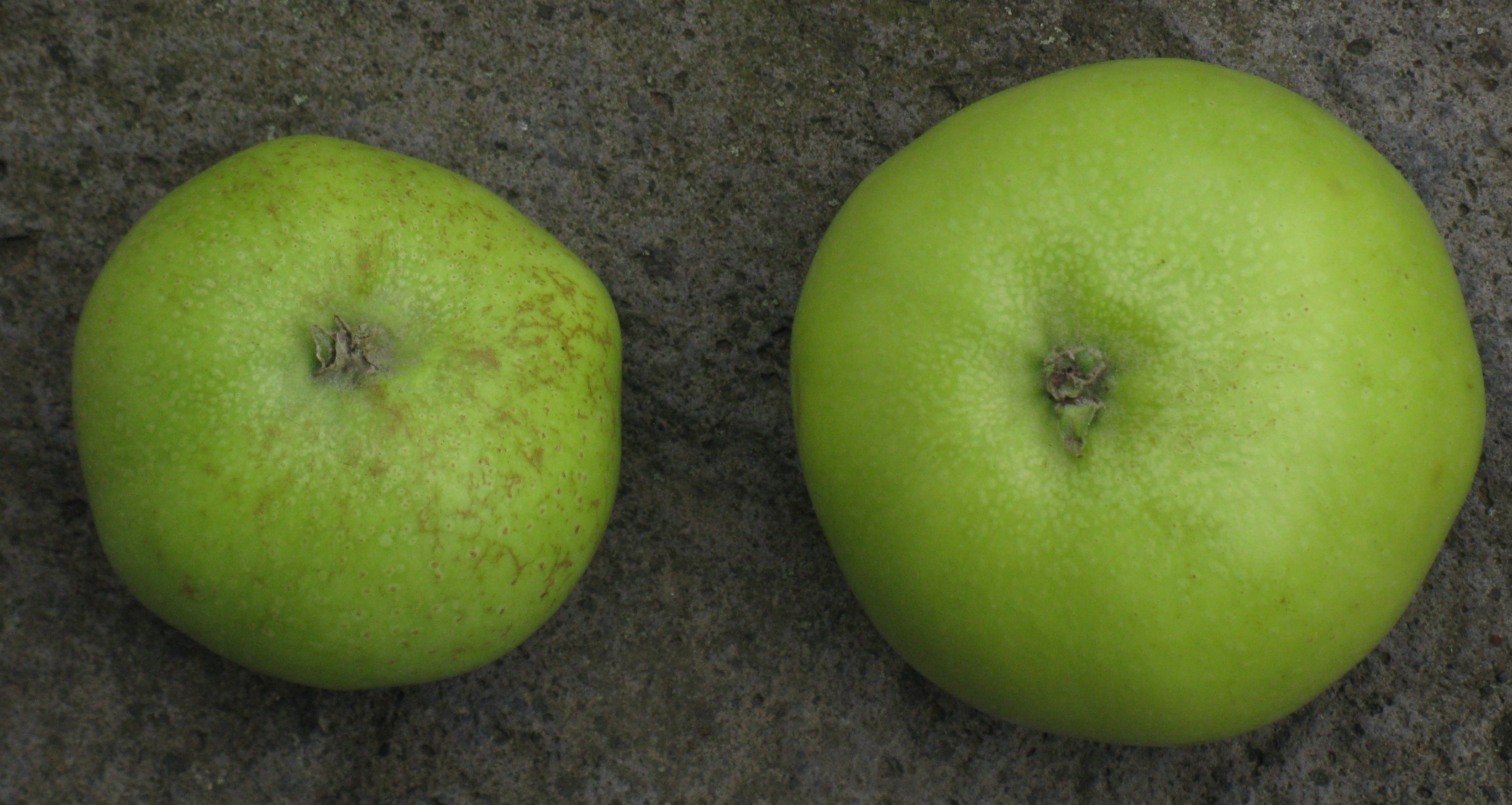
Diedenshausener Apfel Kelchgrube
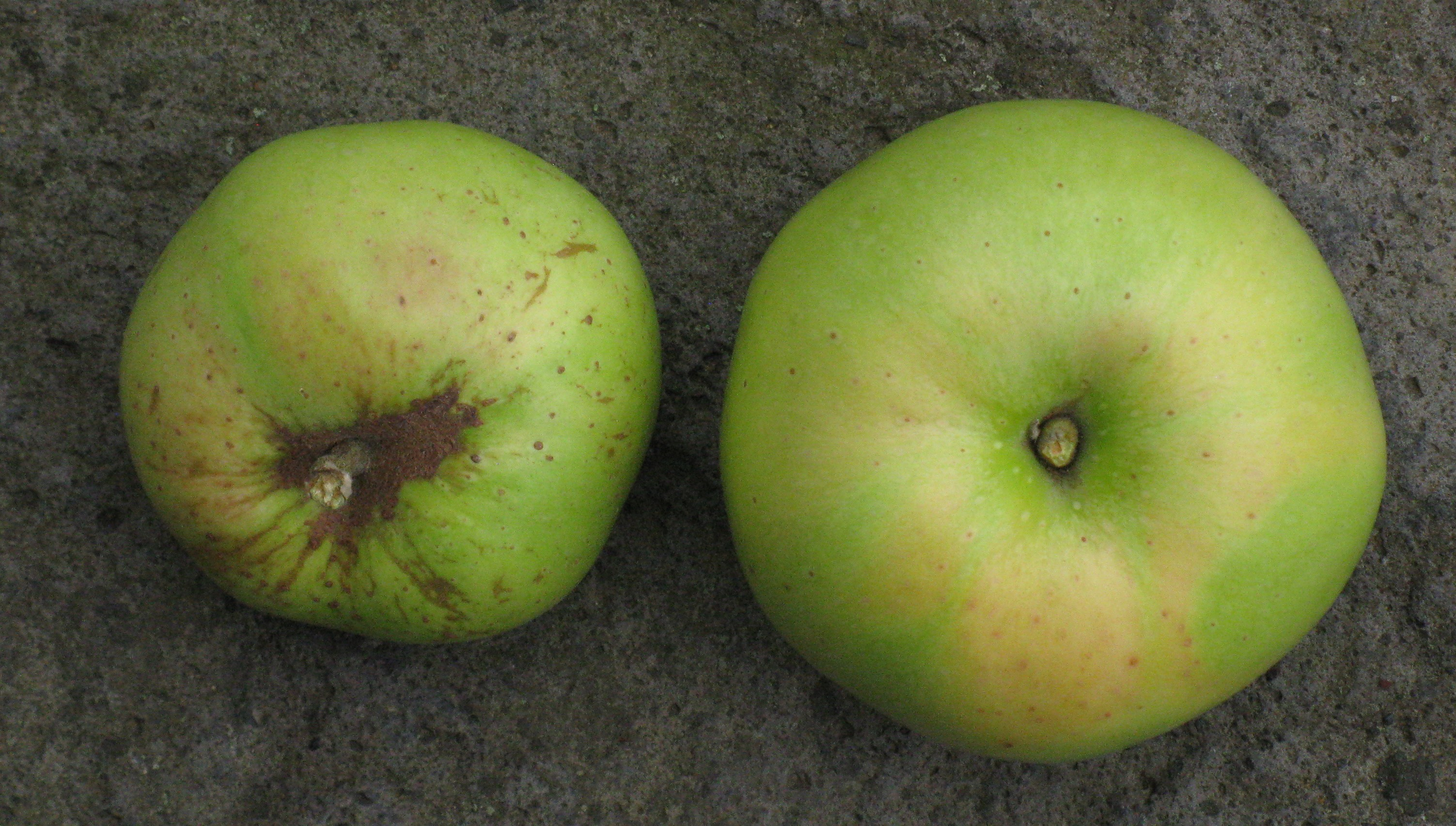
Diedenshausener Apfel Stielgrube